# Cigánka (Muránská planina)
Cigánka je kopec s nadmořskou výškou 935 metrů v Muráňské planině. Je součástí národního parku Muráňská planina a nachází se severně od vesnice Muráň. Na jednom z vrcholů Cigánky se nacházejí zříceniny hradu Muráň.

## Ochrana přírody
Od roku 1984 byla Cigánka chráněna jako národní přírodní rezervace. Předmětem ochrany byl geomorfologicky významný a krajinářsky dominantní skalní masiv Cigánky, který je biotopem původní flóry (výskyt paleoendemitu lýkovce slovenského) a fauny a současně představuje významnou kulturní lokalitu. 
Národní přírodní rezervace byla k 1. říjnu 2022 zrušena a území bylo zařazeno do systému zón národního parku Muráňská planina.

## Přístup
- po červeně značené trase částí obce Muráň, trasa vede pod vrcholem